# Promatranje ptica
Promatranje ptica je aktivnost, koja se sastoji od rekreacijskog promatranja ptica. Ptice se mogu vidjeti golim okom, dalekozorom ili teleskopom. Promatrači ptica također mnogim pticama snimaju glas i bilježe njihov zemljopisni položaj. 
Veliki dio promatrača ptica su amateri koji ovo čine iz vlastita zadovoljstva, za razliku od ornitologa, kojima je to posao i više koriste formalne znanstvene metode istraživanja.
Promatraći ptica ponekad rade zamaskirana skloništa, kako bi se mogli približiti pticama i promatrati ih izbliza, ne ometajući ptice.
Promatranje ptica može biti i znanstveno ili iz umjetničkih ili tehničkih razloga. Ptice se mogu gledati u vlastitom vrtu, ali ponekad se zbog njih putuje čak i u najudaljenije krajeve svijeta. To može biti jednostavno prepoznavanje vrsta ptica ili se pažnja usredotočuje na: pjevačke sposobnosti, stanište, gniježđenje kao i na mnoge druge aspekte života ptica. 
Promatranje ptica može pridonijeti popularizaciji i zaštiti ptica i prirode, ali može doći i do uznemiravanja ptica i prevelikoga posjeta nekim ptičjim staništima.
Postoji oko 10 000 vrsta ptica, ali vrlo malo broj ljudi vidjelo je više od 7 000 vrsta ptica. Neki strastveni promatrači ptica doživjeli su razne neugodnosti za vrijeme promatranja u zabačenim dijelovima svijeta. Tako je poznata promatračica ptica Phoebe Snetsinger bila i silovana u Novoj Gvineji, a na kraju je i poginula u prometnoj nesreći, kada je otišla promatrati ptice na Madagaskar.
Najpoznatiji igrani film o promatranju ptica je "Velika godina" iz 2011. o grupi prijatelja, opsjednutih promatranjem ptica, sa zadaćom da nadmaše jedan drugoga nalazeći najveći broj vrsta ptica Sjeverne Amerike.
Ponajbolja mjesta u Hrvatskoj za promatranje ptica su: park prirode Kopački rit, ornitološki rezervat Crna Mlaka, park prirode Vransko jezero i dr.

## Vanjske poveznice
- Promatranje ptica  Arhivirana inačica izvorne stranice od 26. studenoga 2017. (Wayback Machine)
- Europsko promatranje ptica  Arhivirana inačica izvorne stranice od 7. ožujka 2021. (Wayback Machine)